# Manuel Raimundo Querino

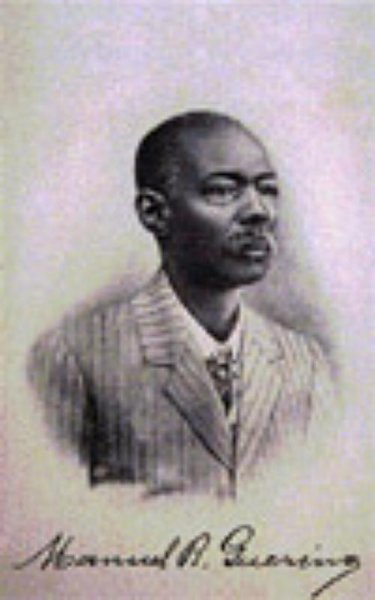
Manuel Raimundo Querino.

Manuel Raimundo Querino (Santo Amaro (Bahia), 28 de julio de 1851 - Salvador de Bahía, 14 de febrero de 1923) fue un intelectual afrodescendiente, estudiante y fundador del Liceu de Artes e Ofícios da Bahia y de la Escola de Belas Artes, fue escritor y (pioneiro) en registros de antropología de la cultura africana en Bahía. 

## Características biográficas
A los cuatro años fue apadrinhado por un profesor de la Escuela Normal de Salvador, Manuel García, con la epidemia de la cólera se quedó huérfano de padres, en 1855.
Alistando en la ejército, vivió en Pernambuco y Piauí, que actúa finalmente en la Guerra del Paraguay, como escribano.

## Obras
- Desenho linear das classes elementares
- Elementos de desenho geométrico
- Artistas baianos, Río de Janeiro, 1909
- As artes na Bahia, Salvador, 1909
- Bailes pastoris, Salvador, 1914
- A raça africana e os seus costumes na Bahia, In Anais do V Congresso Brasileiro de Geografia, Salvador, 1916
- A Bahia de outrora, Salvador 1916
- O colono preto como fator da civilização brasileira, 1918
- A arte culinária na Bahia, Salvador, 1928